# Carolus Magnus Hutschenreuther

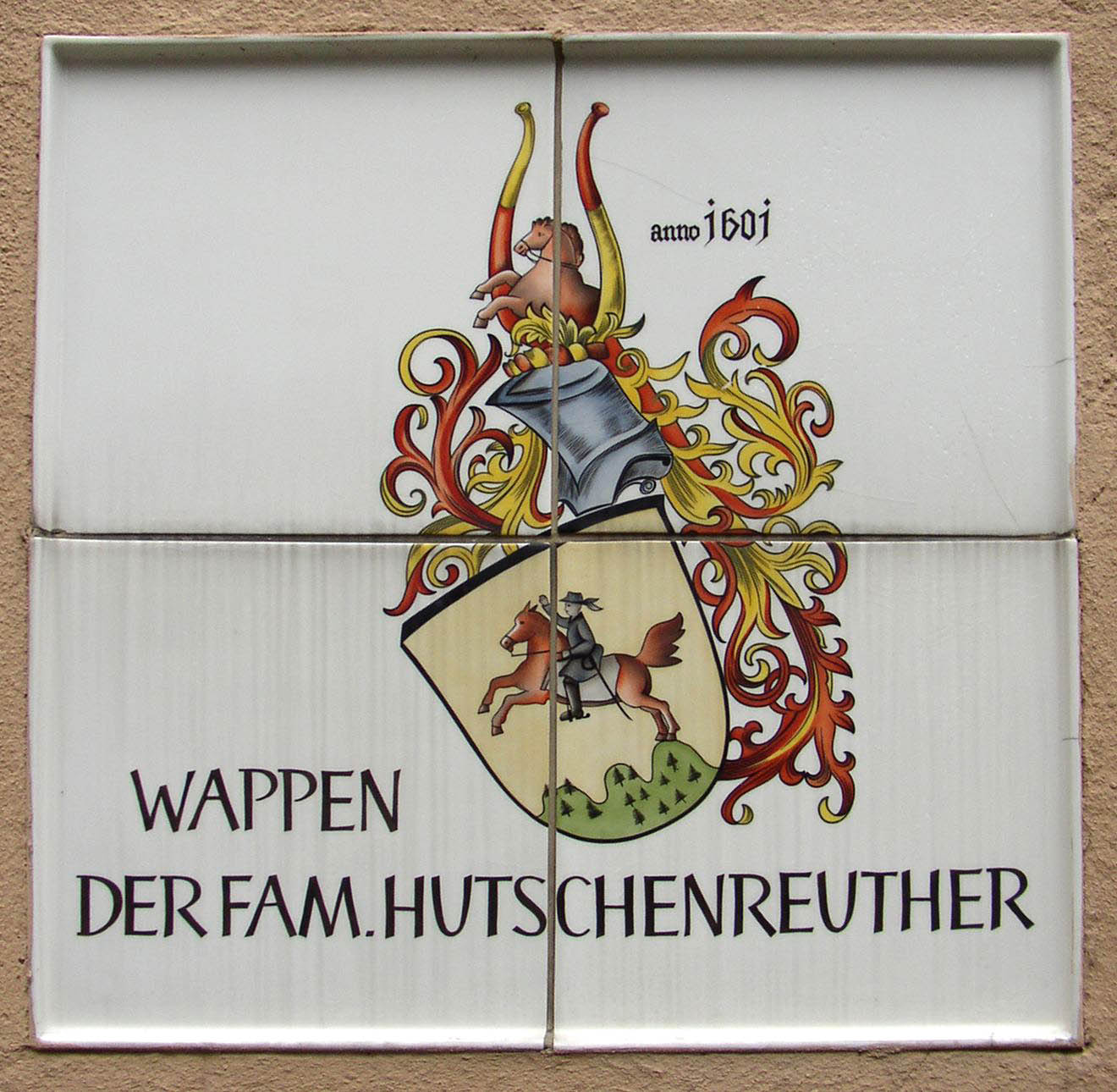
Familienwappen

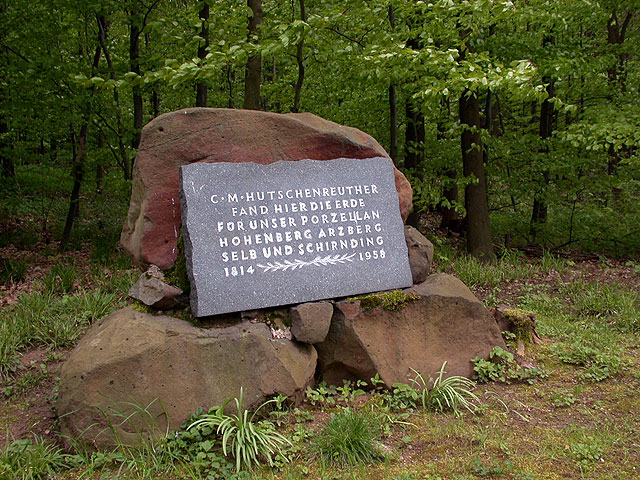
Gedenkstein zu Ehren C. M. Hutschenreuthers am Steinberg

Carolus Magnus Hutschenreuther, auch C. M. Hutschenreuther (* 9. April 1794; † 10. November 1845) war ein deutscher Unternehmer in der Porzellanbranche und Begründer der C. M. Hutschenreuther Porzellanfabrik in Hohenberg an der Eger.

## Leben
Geboren als 15. Kind des Porzellanmalers und Besitzers der Wallendorfer Porzellanmanufaktur Johann Heinrich Hutschenreuther im thüringischen Wallendorf, verdiente er sich seinen Lebensunterhalt mit dem Verkauf von Porzellanartikeln wie Pfeifenköpfen, Türkenbechern und Ähnlichem. Das Verkaufsgebiet erstreckte sich bis nach Ostbayern und den böhmischen Bädern.
Bei einem Besuch seiner Verwandten, des Oberförsters Ernst Ludwig Reuß und dessen Ehefrau Justina, geb. Böhner, auf der Burg Hohenberg lernte er so deren Tochter Johanna kennen.
Als Ortskundiger konnte Oberförster Reuß dem jungen Hutschenreuther, der nicht nur die Kunst des Porzellanmalens vom Vater erlernt hatte, sondern dem auch das Wissen um die Zusammensetzung und Herstellung des „weißen Goldes“ bekannt war, Vorkommen dieser „weißen Erde“ zeigen. Insgeheim führte Hutschenreuther damit Versuche durch. Das vielversprechende Ergebnis führte zu dem Entschluss, dort in Hohenberg selbst Porzellan herzustellen. Bis zur Verwirklichung dieses Planes war es aber noch ein langer und steiniger Weg.
1814 stellte ihm Oberförster Reuß Räume in der Burganlage zur Verfügung, in denen er zunächst begann, weißes Porzellan zu bemalen. Dann lernte er den vermögenden Gutsbesitzer Christian Paul Aecker aus Seußen kennen. Mit ihm als Teilhaber wollte er eine gemeinsame Porzellanfabrik gründen. Es folgte eine Zeit, in der viele administrative und bürokratische Hindernisse zu überwinden waren. Mehr als sechs Jahre vergingen von beider erster Eingabe am 10. September 1816 mit der „Bitte um Erteilung einer Konzession zur Errichtung einer Porzellanfabrik in Hohenberg“ bis zu deren Genehmigung am 7. November 1822. Einige Jahre später, nachdem Aecker eine eigene Konzession zum Betrieb einer Porzellanfabrik in Schirnding erhielt, trennten sich ihre Wege wieder.
In diesem Jahre fällt seine Hochzeit mit Johanna Maria Barbara Reuß (22. Dezember 1816) und der Erwerb von Grundstück und Gebäude eines stillgelegten Alaunwerkes „auf der Freundschaft“ in Hohenberg, wo bis heute die Porzellanfabrik C. M. Hutschenreuther steht. Es spricht für den Pioniergeist und den Unternehmersinn von Hutschenreuther, dass er sich durch die vielen Ablehnungen seiner Anträge, Nachweisforderungen seiner Qualifikation und seiner finanziellen Situation sowie Einsprüchen seitens der königlichen Porzellanmanufaktur und der ortsansässigen Hammerwerksbesitzer nicht entmutigen ließ.
Mit Erlangen der Konzession aber waren die Startschwierigkeiten längst nicht überwunden. Galt es doch mit den vorhandenen Mitteln einen kleinen Brennofen zu errichten und Arbeiter zur Herstellung anzulernen. Das Mischen der Rohstoffe und die Beaufsichtigung des Brennens dürfte Hutschenreuther in dieser Zeit selbst durchgeführt haben, um das Insiderwissen für sich zu bewahren. Auch die Dekoration und der Vertrieb der Ware ist in dieser Anfangsperiode wohl hauptsächlich durch ihn selbst erfolgt. So verwundert es nicht, wenn die Porzellanfabrikation in Hohenberg in der Anfangszeit nur wenig Gewinn erbrachte. Erst die Errichtung eines weiteren Brennofens, der Bau einer größeren Massemühle an der Eger (1841) und die Beschäftigung mehrerer Maler bzw. der Verkauf von weißer Porzellanware an selbständig arbeitende Maler brachten letztlich den entscheidenden finanziellen und auch technischen Durchbruch.

## Nachkommen

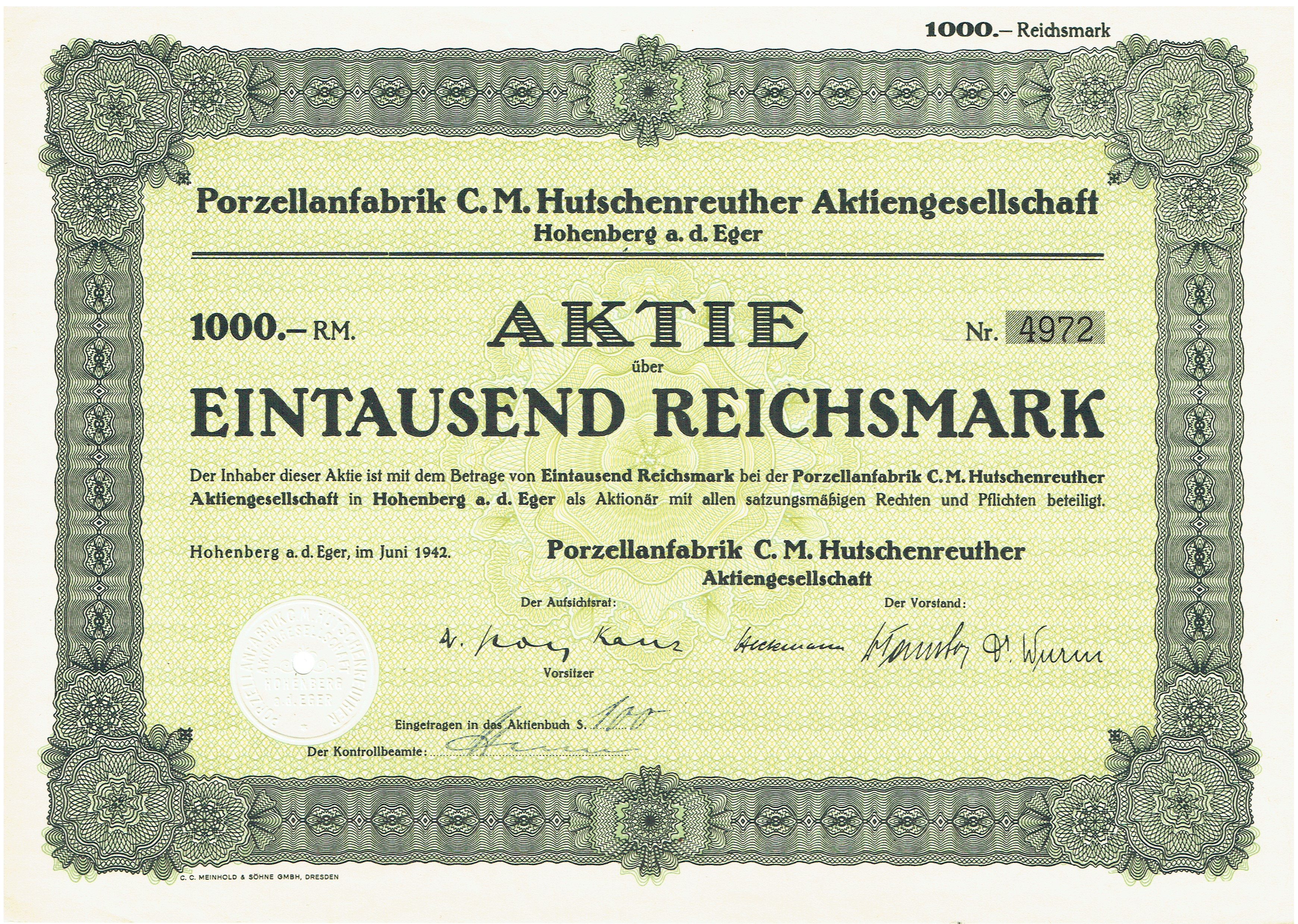
Aktie über 1000 RM der Porzellanfabrik C. M. Hutschenreuther AG vom Juni 1942

Am 10. November 1845 starb Carolus Magnus Hutschenreuther in Hohenberg. Die Fortführung des Unternehmens oblag von da an der Witwe Johanna zusammen mit ihren Söhnen Lorenz und Christian.
Die im Jahre 1822 gegründete Porzellanfabrik wurde 1904 in eine Aktiengesellschaft umgewandelt und überstand Rezessionen und die Wirren zweier Weltkriege. Sie erlangte Weltgeltung und wurde 1969 mit der 1856 von Lorenz Hutschenreuther in Selb gegründeten Porzellanfabrik zur Hutschenreuther AG Selb fusioniert.